# Chromocallis nirecola
Chromocallis nirecola är en insektsart som först beskrevs av Shinji 1933.  Chromocallis nirecola ingår i släktet Chromocallis och familjen långrörsbladlöss. Inga underarter finns listade i Catalogue of Life.